# Communauté de communes de Saint-Pierre-Église
Die Communauté de communes de Saint-Pierre-Église ist ein ehemaliger französischer Gemeindeverband mit der Rechtsform einer Communauté de communes im Département Manche in der Region Normandie. Sie wurde am 21. Dezember 1993 gegründet und umfasste 14 Gemeinden. Der Verwaltungssitz befand sich im Ort Saint-Pierre-Église.

## Historische Entwicklung
Per 1. Januar 2016 bildeten die ehemaligen Gemeinden Cosqueville, Gouberville, Néville-sur-Mer und Réthoville die Commune nouvelle Vicq-sur-Mer. Ebenso schlossen sich die Gemeinden Gonneville und Le Theil zur Gemeinde Gonneville-Le Theil zusammen. Dadurch verringerte sich die Anzahl der Mitgliedsgemeinden von 18 auf 14.
Mit Wirkung vom 1. Januar 2017 fusionierte der Gemeindeverband mit
- Communauté de communes des Pieux,
- Communauté de communes de la Côte des Isles,
- Communauté de communes de la Vallée de l’Ouve,
- Communauté de communes du Cœur du Cotentin,
- Communauté de communes de la Région de Montebourg,
- Communauté de communes du Val de Saire,
- Communauté de communes de Douve et Divette sowie
- Communauté de communes de la Saire

und bildete so die Nachfolgeorganisation Communauté d’agglomération du Cotentin.

## Ehemalige Mitgliedsgemeinden
1. Brillevast
2. Canteloup
3. Carneville
4. Clitourps
5. Fermanville
6. Gatteville-le-Phare
7. Gonneville-Le Theil (C/N)
8. Maupertus-sur-Mer
9. Saint-Pierre-Église
10. Théville
11. Tocqueville
12. Varouville
13. Le Vast
14. Vicq-sur-Mer (C/N)